# Ctimene synestia
Ctimene synestia är en fjärilsart som beskrevs av Edward Meyrick 1886. Ctimene synestia ingår i släktet Ctimene och familjen mätare. Inga underarter finns listade i Catalogue of Life.